# Der Schlaf der Vernunft gebiert Ungeheuer
Der Schlaf der Vernunft erzeugt Ungeheuer (Originaltitel: El sueño de la razón produce monstruos), seltener auch Der Traum der Vernunft gebiert Ungeheuer, ist ein grafisches Werk des spanischen Künstlers Francisco de Goya (1746–1828). Es ist das 43. Bild der insgesamt 80 in der Technik der Aquatinta ausgeführten Radierungen aus Goyas 1799 veröffentlichter Sammlung Los Caprichos (Launen, Einfälle) und gehört zu den bedeutendsten und meistinterpretierten grafischen Werken der Kunstgeschichte. Es war ursprünglich als Titelblatt der Sammlung geplant und zeigt Goya selbst über eine Art Tisch gebeugt, mit den Kopf auf den verschränkten Armen abgelegt, umgeben von unheimlichen nächtlichen Wesen.

## Mögliche Übersetzungen

### Originaltitel:El sueño de la razón produce monstruos

#### El sueño (de la razón)
(Quelle: )
1. Der Schlaf (der Vernunft)
2. Der Traum (von der Vernunft)
3. Der Traum (der Vernunft)

#### La razón
(Quelle: )
1. Die Vernunft
2. Der Verstand
3. Das Rechthaben
4. Der Grund / Die Begründung / Die Argumentation

#### Produce (monstruos)
(Quelle: )
produziert / erzeugt (Ungeheuer/Monster)
Anmerkung: Betrachtet man den Titel im Kontext der damaligen Zeit der Aufklärung, so ist davon auszugehen, dass die Mehrdeutigkeit der Worte vom Künstler beabsichtigt war, da auch eindeutigere Formulierung (je nach unterstellter Intention) möglich gewesen wären.

## Geschichte, Beschreibung und Kontext
Das Blatt Capricho Nr. 43 zeigt den Künstler auf einen tischähnlichen, kubischen Körper versunken. Es ist nicht klar, ob er schläft und träumt oder am Nachdenken ist. Auf der Platte liegen Zeichengeräte und Papierbögen. Hinter ihm erscheinen unheimliche, fliegende Nachttiere wie Eulen und riesige Fledermäuse, und ein katzenartiges Wesen, vielleicht ein Luchs. Ein größeres der eulenähnlichen Wesen hat mit seinen Krallen eine der Schreibfedern gegriffen, scheint sie ihm reichen zu wollen und ihn anzusprechen. An der Vorderfläche des Tisches erscheint der Schriftzug El sueño de la razón produce monstruos als titelgebendes Element. Ursprünglich sollte dieses Werk auch der Titel der Blattsammlung Sueños, eines Vorläufers der Caprichos werden, ein aufklärerisch konzipiertes Werk, gerichtet gegen Laster, Vorurteile und Aberglaube. Aber Goya nahm schließlich doch das bekannte andere, realistischere Selbstbildnis als endgültiges Titelblatt für die spätere Serie.
Das Capricho 43 nimmt eine Sonderstellung innerhalb der Serie ein. Während bei allen anderen Blättern der Titel unterhalb platziert ist, ist es hier Bestandteil des Bildes. Es folgt auf das letzte sogenannte Eselsbild mit dem Titel Tu que no puedes (Du, der Du nicht kannst, Cap. 42), die Darstellung zweier Bauern, die auf ihrem Rücken arrogante Esel tragen, die als Satire auf den spanischen Adel aufzufassen sind und von vielen Interpreten als das revolutionärste Blatt der Sammlung angesehen wird. Unmittelbar nach den Cap. 43 folgen einige Hexenbilder, wovon eins, Holgan delgado (Sie spinnen fein, Cap. 44) drei Hexen zeigt, über denen ein Bündel toter Kinder hängt. Es handelt sich um eine Anspielung auf Hebammen oder Engelmacherinnen, die heimlich Abtreibungen vornehmen und daher von der Kirche als Hexen denunziert wurden.

### Deutung
Der Titel des Cap. 43 kann unterschiedlich übersetzt werden. Das spanische Wort sueño kann sowohl mit Schlaf als auch mit Traum übersetzt werden. Dies bietet bis heute Anlass für eine kunsthistorische Diskussion über die Deutung und Bedeutung des Bildes. Dem aufklärerischen Anspruch Goyas entsprechend sollte nach Ansicht des Tübinger Kunsthistorikers Peter K. Klein das Wort sueño mit Schlaf übersetzt werden. Die Auffassung, dass hingegen der Traum gemeint sei, geht demnach in eine irrationale, surrealistische und unbewusste Richtung von Goyas Intentionen. Diese ist im Sprachgebrauch der modernistischen Forschung um den Kunstwissenschaftler Werner Hofmann verbreitet, der Goya mit seinen Visionen als Wegbereiter der Moderne sieht. Nach dieser Auffassung handelt es sich bei den dargestellten unheimlichen Wesen der Nacht um Traumvisionen in einer „emblematischen Selbstdarstellung des Malers“. Der Politologe Wilhelm Hennis befasste sich mit dem geschichtlich politischen Kontext der Caprichos, in dem er Goyas Gesamtwerk betrachtet. Für ihn stellt sich in jener Zeit der Auseinandersetzung Spaniens mit dem revolutionären Frankreich die Frage, ob die „Abwesenheit der Vernunft oder der Traum vollkommener Vernunft mehr Unheil anrichtet“, und er sieht Cap. 43 als „Traum der Vernunft“.
Zeitgenössische Kommentare zu Cap. 43 aus dem intellektuellen Umfeld Goyas sprechen von einer „fantasía abandonada de la razón“, also einer „Fantasie über die Abwesenheit von Vernunft“, die diese Monster hervorbringe (sogenannter Prado- und Ayalakommentar). 1811 erschien ein weiterer Kommentar (Sánchez Gerona-Kommentar), der Ähnliches besagt: „En durmiéndose la razón, la todo es fantasía y visiones monstruosas“ („Wenn die Vernunft schläft, verwandelt sich alles in monströse Visionen“). Das Capricho 43 ist also keine Manifestation schwarzer Künste, sondern nach Ansicht des Kunsthistorikers George Levitine als „aufklärerische Warnung vor dem zu verstehen, was einem Künstler droht, wenn er sich von seiner Fantasie überwältigen lässt“. Die Spezialistin für Goyas Grafik und Kuratorin Eleanor Axson Sayre sieht das ähnlich: „Der Betrachter des Bildes wird aufgefordert, nicht zu schlafen, sondern wachsam zu sein, denn sonst kann man die Ungeheuer der Ignoranz und des Lasters weder erkennen noch bekämpfen“.
Von den im Cap. 43 neben dunklen Schatten dargestellten Tieren besitzt die Eule, die dem Künstler die Schreibfeder reicht, eine besondere Bedeutung. Sie gilt als Symbol für Weisheit. Aber Eulen können, ebenso wie die Fledermäuse, in der sogenannten spanischen Emblem-Literatur des 17. und 18. Jahrhunderts auch als Boten der Dummheit, Ignoranz und Finsternis aufgefasst werden. Und wenn sie hier dem schlafenden Künstler eine Schreibfeder reicht, so soll er damit zu „künstlerischem Tun geweckt werden“. Eine zweite Eule scheint mit ihren hellen, ausgebreiteten Flügeln den schlafenden Goya vor einem herannahenden Schwarm von Fledermäusen zu schützen, die in Darstellungen seit Albrecht Dürers Kupferstich Der Traum des Müßiggängers (um 1498) als Boten des Bedrohlichen gelten.
Die spanische Kunsthistorikerin und Goya-Expertin Manuela B. Mena Marqués ist der Ansicht, dass das Cap. 43 bis heute als „Manifest der europäischen Kunst- und Kulturgeschichte“ aufzufassen sei, denn es bringt das, was den „Geist des Menschen und seine Fähigkeiten ausmacht, auf den Punkt.“ Das Blatt habe durch seine literarische, philosophische und ganz allgemeine kulturelle Bedeutung den doppeldeutigen Titel (gemeint ist das Wort sueño als Schlaf oder Traum) „zum Schlüssel für das Bewusstsein des rational-aufgeklärten Menschen der Moderne gemacht.“ Der doppeldeutige Titel stelle eine von Goya durchaus gewollte linguistische Ambivalenz dar, die im Bild intensiviert, aber nicht aufgelöst wird. Das Bild habe dadurch eine Zeit überdauernde, gültige Bedeutung erhalten, die bis ins 20. Jahrhundert mit seinem Zwiespalt zwischen Gefühl und Vernunft reiche. Mena Marquéz stellt damit das Cap. 43 gleichberechtigt neben Michelangelos Schöpfung in der Sixtinischen Kapelle, Rembrandts Nachtwache, Las Meninas von Diego Velázquez und Albrecht Dürers Melancholie.
Werner Hofmann erkennt in den Caprichos den Ausdruck der Dialektik der Aufklärung. Darin entlarvt der Künstler die Bedingungen, unter denen Unfreiheit auftritt, wobei er die Mehrsinnigkeit seiner Bilder verhüllen muss. Die Krankheit der Vernunft, ihre Hybris und Entgrenzung führen für Goya wie für Immanuel Kant zu einer Welt als Zuchthaus, als Ort der Züchtigung gefallener Geister, was sich auch in anderen Bildmetaphern der Zeit wie z. B. im Werk William Blakes ausdrückt.

### Vorstudien
| Vorstudien im Museo del Prado, Madrid                    |                                                                              |
|                                                          |                                                                              |
| Fledermäuse, menschliche Gesichter und Pferd (1796–1797) | Inschrift: Idioma universal. Dibujado y grabado por Francisco de Goya (1797) |
| 22,9 × 15,5 cm – Tuschezeichnung                         | 24,8 × 17,2 cm – Federzeichnung                                              |

Im Museo del Prado, Madrid, existieren zwei Entwürfe zum Cap. 43, die als Vorstudien zur endgültigen Radierung gelten. Es sind Federzeichnungen in Sepia von 1797/98. In der einen ist der Schriftzug: „Idioma universal. Dibujado y grabado por Francisco de Goya. Año 1797“ („Universelle Sprache. Gezeichnet und gestochen von Francisco de Goya. Jahr 1797“) enthalten, sowie außerhalb unten die Worte als eine Art Erklärung: „El autor soñando. Su yntento solo es desterrar bulgaridades perjudiciales, y perpetuar con esta obra de caprichos, el testimonio solido de la verdad.“ („Der träumende (schlafende) Autor. Seine einzige Absicht ist es, schädliche Gemeinplätze zu verbannen und mit diesem Werk von Launen (caprichos) das bleibende Zeugnis der Wahrheit abzulegen.“). In der linken oberen Ecke der Zeichnung befindet sich ein weißes Kreissegment, das als Lichtquelle und damit als Symbol der Aufklärung aufgefasst werden kann.
In der anderen früheren Zeichnung ist noch keine Schrift vorhanden, dafür aber ein völlig anderer Hintergrund. Hier sind neben Fledermäusen mehrere menschliche Gesichter, darunter zwei Selbstbildnisse Goyas, und ein Pferd, eventuell ein Pegasus, das von hinten mit nach rechts gewendetem Kopf ins Bild springt, zu erkennen. Ein weiterer Unterschied besteht in der Handhaltung des schlafenden Künstlers, er faltet die Hände wie zum Gebet; in den anderen Bildern liegen die Hände nur entspannt übereinander. Zentrum dieser Zeichnung ist der Kopf, aus dem strahlenartig die Gesichter hervorbrechen.

## Ausstellungen (Auswahl)
- 1976/77: Der Schlaf der Vernunft gebiert Ungeheuer: Francisco de Goya (1746–1828). Die “Caprichos”. Ausstellung in der Staatlichen Kunsthalle Karlsruhe (10. Dezember 1976 bis 20. Februar 1977)
- 2000/01: Der Schlaf der Vernunft: Originalradierungen von Francisco de Goya Universitätsmuseum für Bildende Kunst in Marburg (19. November 2000 bis 18. Februar 2001) und Instituto Cervantes in München (28. Februar bis 6. April 2001)[18]
- 2005: Goya, Prophet der Moderne. Alte Nationalgalerie in Berlin (13. Juli bis 3. Oktober)[19]
- 2006/07: Der Schlaf der Vernunft: Goyas Capricho 43 in Bildkunst, Literatur und Musik in der Universitätsbibliothek Duisburg–Essen (15. November 2006 bis 12. Januar 2007)
- 2012: Am Rande der Vernunft – Bilderzyklen der Aufklärungszeit im Kupferstichkabinett in Berlin (16. März bis 29. Juli)[20]
- 2012/13: Schwarze Romantik von Goya bis Max Ernst im Städel-Museum in Frankfurt (26. September 2012 bis 20. Januar 2013)[21]
- 2013: Die Vernunft gebiert Ungeheuer. Kunstpavillon München, eine Ausstellung, in der die Goya-Radierung als Leitmotiv für zeitgenössische Künstler diente.[22]